# Xiaojin Chuan
Xiaojin Chuan (kinesiska: 小金川) är ett vattendrag i Kina. Det ligger i provinsen Sichuan, i den sydvästra delen av landet, omkring 210 kilometer väster om provinshuvudstaden Chengdu.
Genomsnittlig årsnederbörd är 1 148 millimeter. Den regnigaste månaden är juni, med i genomsnitt 236 mm nederbörd, och den torraste är december, med 6 mm nederbörd.